# Кандидони
Кандидони је насеље у Италији у округу Ређо ди Калабрија, региону Калабрија.
Према процени из 2011. у насељу је живело 268 становника. Насеље се налази на надморској висини од 244 м.

## Становништво
| 1951. | 1961. | 1971. | 1981. | 1991. | 2001. | 2011. |
| ----- | ----- | ----- | ----- | ----- | ----- | ----- |
| 1.072 | 982   | 743   | 563   | 497   | 410   | 389   |